# ソウル大入口駅
ソウル大入口駅（ソウルデイックえき）は、大韓民国ソウル特別市冠岳区奉天洞にあるソウル交通公社2号線の駅。駅番号は228。冠岳区庁という副駅名がある。

## 駅構造

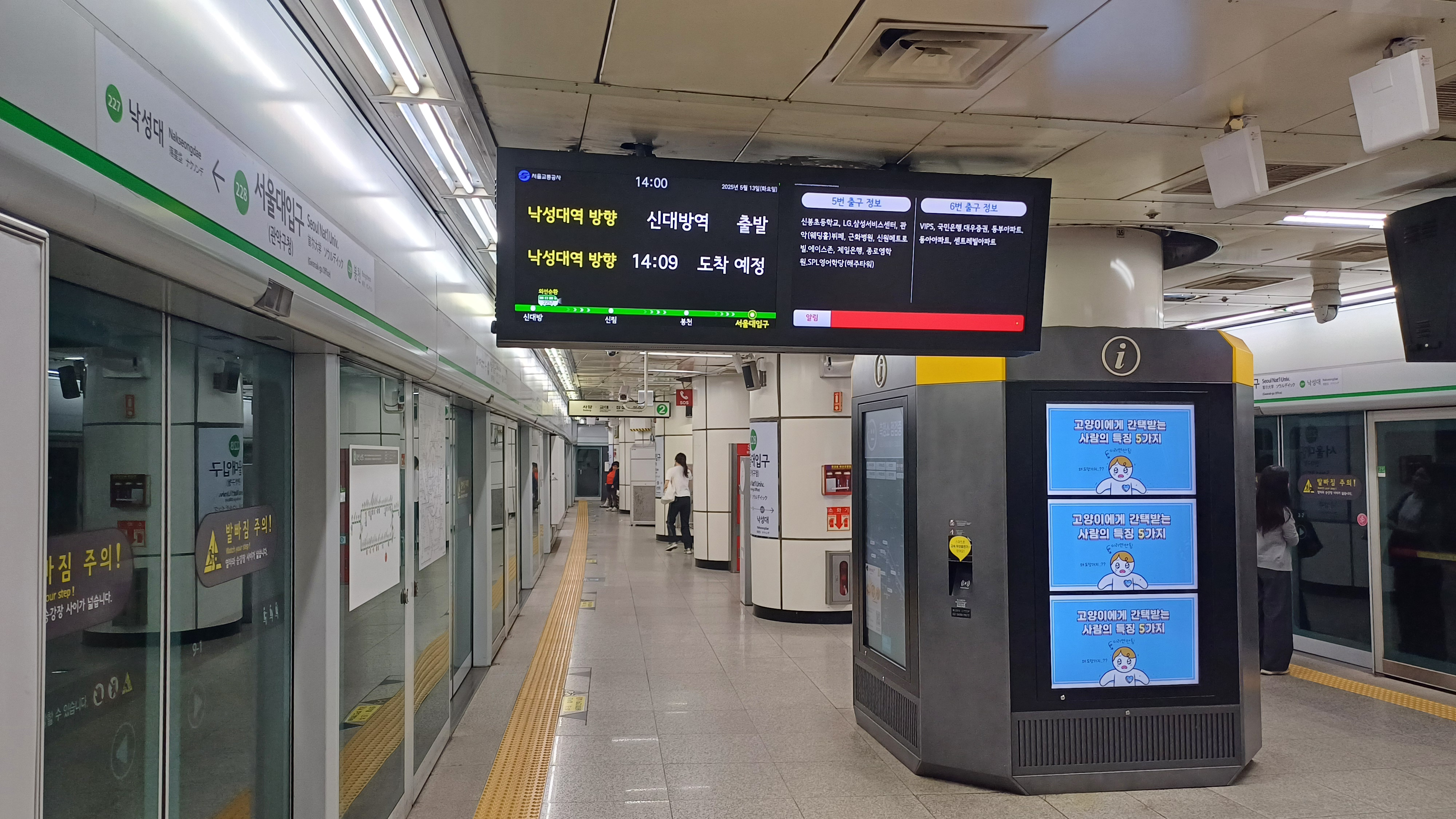
ホーム

島式ホーム1面2線を有する地下駅で、フルスクリーンタイプのホームドアが設置されている。
改札口は東側（落星垈寄り）と西側（奉天寄り）の2ヶ所ある。化粧室は改札外にある。
エレベーター・エスカレーター完備。出入口は1番から8番までの計8ヶ所ある。

### のりば
案内上ののりば番号は設定されていない。
| 内回り | 2号線 | 大林・新道林・永登浦区庁・堂山方面 |
| 外回り | 2号線 | 舎堂・教大・江南・宣陵方面         |

## 利用状況
近年の一日平均利用人員推移は下記のとおり。
| 路線  | 路線     | 2000年  | 2001年  | 2002年  | 2003年  | 2004年  | 2005年  | 2006年 | 2007年 | 2008年  | 2009年  | 出典  |
| ----- | -------- | ------- | ------- | ------- | ------- | ------- | ------- | ------ | ------ | ------- | ------- | ----- |
| 2号線 | 乗車人員 | 44,595  | 44,636  | 45,734  | 46,048  | 47,648  | 47,890  | 47,852 | 49,366 | 51,257  | 53,075  | [ 1 ] |
| 2号線 | 降車人員 | 43,706  | 43,805  | 45,321  | 45,832  | 47,128  | 47,424  | 47,879 | 49,122 | 50,805  | 52,345  | [ 1 ] |
| 2号線 | 乗降人員 | 88,301  | 88,441  | 91,055  | 91,880  | 94,776  | 95,313  | 95,731 | 98,489 | 102,062 | 105,420 | [ 1 ] |
| 路線  | 路線     | 2010年  | 2011年  | 2012年  | 2013年  | 2014年  | 2015年  |        |        |         |         | [ 1 ] |
| 2号線 | 乗車人員 | 53,804  | 54,718  | 54,569  | 54,844  | 54,791  | 53,939  |        |        |         |         | [ 1 ] |
| 2号線 | 降車人員 | 52,554  | 53,141  | 52,966  | 53,467  | 53,772  | 52,933  |        |        |         |         | [ 1 ] |
| 2号線 | 乗降人員 | 106,358 | 107,859 | 107,535 | 108,311 | 108,563 | 106,872 |        |        |         |         | [ 1 ] |

## 駅周辺
- ソウル大学校[2]
- ソウル冠岳警察署
- 冠岳区民会館
- 冠岳区庁
- 冠岳消防署
- ソウル文英女子中学校
- ソウル文英女子高等学校（朝鮮語版）
- 奉天中学校
- 奉天通り
- 奉天初等学校
- ソウル法学院
- ソウル女子商業高等学校（朝鮮語版）
- ソウル人材銀行
- 新奉初等学校
- 院堂初等学校
- ESTsoft
- 中小企業銀行
- 中央市場
- 青龍初等学校

## 歴史
- 1983年12月17日 - ソウル特別市地下鉄公社（当時）2号線の終着駅として開業。
- 1984年5月22日 - 2号線が当駅から延伸開業、途中駅になる。
- 2005年1月1日 - ソウル特別市地下鉄公社がソウルメトロに改称。
- 2007年 - リニューアル工事施行。同時にホームドア設置。

## 隣の駅
ソウル交通公社
 2号線
落星垈駅 (227) - ソウル大入口駅 (228) - 奉天駅 (229)